# Reine de Saba
Pour les articles homonymes, voir Saba (homonymie).
Cette page contient des caractères spéciaux ou non latins. S’ils s’affichent mal (▯, ?, etc.), consultez la page d’aide Unicode.
La reine de Saba (hébreu : « מלכת שבא », malkat Shva ; guèze : « ንግሥተ ሳባ », nəgəstä Saba ; arabe : « ملكة سبأ », malika-t Saba) est mentionnée dans divers passages de la Torah, du Nouveau Testament et du Coran comme ayant régné sur le royaume de Saba, qui se serait étendu du Yémen au nord de l'Éthiopie et en Érythrée.
Les détails de la rencontre entre la reine et le roi Salomon à Jérusalem varient selon les sources.

## Textes religieux

### Noms
Différents noms lui sont attribués.
En hébreu, elle est nommée « מַֽלְכַּת־שְׁבָא (malkat-shva) » dans le Tanakh, en grec « βασίλισσα Σαβὰ (basílissa Sabà) » dans la Septante et « Nicaulis » chez Flavius Josèphe, en syriaque : ܡܠܟܬ ܫܒܐ, en langues éthiosémitiques : « ንግሥተ፡ሳባእ፡ » et en latin dans la Vulgate « Regina Saba ». Au XVIe siècle, Martin Luther traduit en allemand « die Königin von Reicharabien », situant son lieu d'origine en Arabie Saoudite.
Dans la traduction en français de l'Ancien Testament, son titre est « reine » et la translittération de son nom propre, de l'hébreu « שְׁבָא », qui se lit shva, peut varier en « Sheba » (Darby) ou « Séba » (Louis Segond), ou encore « Saba » (TOB) d'après le grec « Σαβὰ » ou le latin « Saba ».
Dans la tradition chrétienne, dans le Nouveau Testament (Luc 11,31), elle est appelée βασίλισσα νότου (basilissa notou) en grec, « Regina austri » en latin, et « Reine du Midi » en français.
En arabe, elle s'appelle « بلقيس », avec des translittérations en « Balqis », « Balkis », « Baalkis » ou « Bilqis ».
La tradition éthiopienne l'appelle « Makéda » (ge'ez : « ማከዳ »), celle du Yémen « Balqama ».

### Bible hébraïque
L'histoire de la reine de Saba est relatée dans deux passages de la Bible hébraïque : 1 Rois 10:1 à 13 et 2 Chroniques 9:1 à 12.

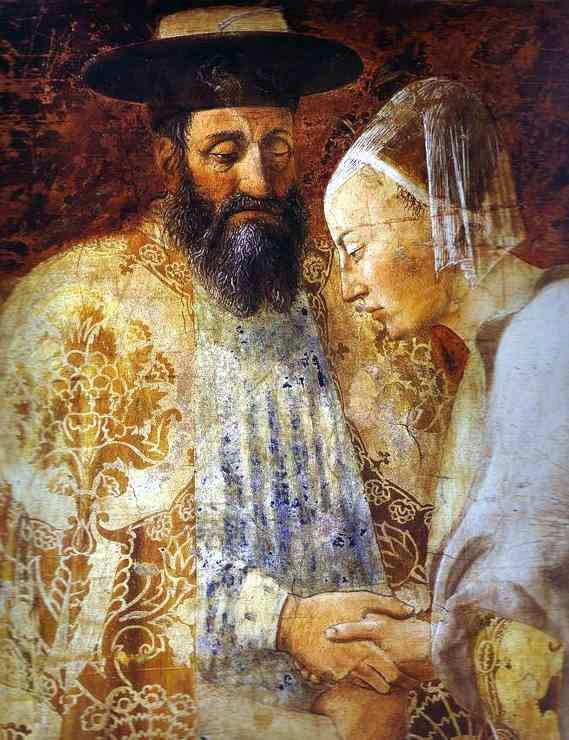
Salomon et la reine de Saba, vue d'artiste (La Légende de la Vraie Croix), par Piero della Francesca, v. 1460.

Elle est nommée (« מַֽלְכַּת־שְׁבָׄא », malkat-sheba dans le Tanakh, « βασίλισσα Σαβὰ », basilissa Saba dans la Septante, en syriaque : « ܡܠܟܬ ܫܒܐ », langues éthiosémitiques : « ንግሥተ፡ሳባእ፡ »).
Le récit est le suivant : la reine de Saba arrive à Jérusalem accompagnée d'une grande suite, « avec des chameaux portant des épices, et beaucoup d'or et de pierres précieuses » (1 Rois 10,2). Durant sa visite à Salomon, elle pose au roi de nombreuses questions auxquelles ce dernier répond correctement (1 Rois 10,3). Elle est impressionnée par la sagesse et la richesse de Salomon et lui offre « cent vingt talents d'or, une très grande quantité d'aromates, et des pierres précieuses » (1 Rois 10,10).
Elle lui offre également du bois précieux dont Salomon fera des éléments du temple et de son palais ainsi que des instruments de musique : « Le roi fit avec le bois de santal des balustrades pour la maison de l'Éternel et pour la maison du roi, et des harpes et des luths pour les chantres. Il ne vint plus de ce bois de santal, et on n'en a plus vu jusqu'à ce jour » (1 Rois 10,12). Salomon lui offre également des présents dignes d'un roi, après quoi elle retourne dans son pays.
L'utilisation du terme hid dot ou « énigmes » (1 Rois 10,1), un mot d'emprunt araméen qui n'apparait pas avant le VIe siècle av. J.-C., révèle l'origine tardive du texte. Comme le texte ne mentionne pas la chute de Babylone, advenue en 539 av. J.-C., Martin Noth estime que le Livre des rois a connu sa rédaction définitive vers 550 av. J.-C..
L'identification botanique du bois précieux nommé almug (en), almuggim « אַלְמֻגִּים » au pluriel dans le texte, est incertaine. Il pourrait s'agir d'une espèce de genévrier. Selon la localisation d'Ophir, d'où ce bois est censé provenir, il pourrait s'agir du faux-santal rouge pterocarpus santalinus ou du santal blanc Santalum album. Selon d'autres sources, la reine de Saba apporte en Israël les premiers spécimens de commiphora opobalsamum, le Baumier de la Mecque, qui grandirent sur la Terre sainte,.

### Nouveau Testament
Dans le Nouveau Testament, Luc évoque la reine de Saba sous le nom de « Reine du Midi » (Luc 11,31) (grec : βασίλισσα νότου, « basilissa notou » ; latin : « Regina austri »). Cette appellation inattendue de reine du Midi ne correspond pas au nom initial de Saba dans le texte hébreu, la Septante ou les Targoums, ce qui a amené des chercheurs à en supposer l'origine dans la Source Q, un texte aujourd'hui perdu et supposé être à l'origine des éléments communs aux Évangiles de Matthieu et Luc.

### Coran
Dans le Coran, la reine de Saba est citée dans la sourate 27 (An-Naml, v. 20-44, lire en ligne). Selon un hadîth, c'est-à-dire les recueils des propos du prophète Mahomet, elle s'appelle « Balqis » (arabe : « بلقيس »), qui se retrouve sous la graphie « Balkis » ou « Baalkis ».

## Interprétations

### Judaïsme
Selon Flavius Josèphe (Antiquités judaïques 8:165–173), la reine de Saba était reine d'Égypte et d'Éthiopie. Il situe son royaume à Méroé dans la Nubie éthiopienne et nomme la reine de Saba Nicaulis (Ant. VIII. 6, 2-6). Cette interprétation faisant de la reine de Saba une égyptienne trouve sa source dans des textes grecs antiques, notamment des commentaires d'Hérodote (II, 29) ayant associé au pays de Saba le royaume soudanais de Méroé situé entre l'Égypte et l'Abyssinie et décrit par Diodore de Sicile (III, 17). Des récits ultérieurs fondés sur cette tradition grecque et sur l'interprétation de Flavius Josèphe considèrent la reine de Saba comme la fille du Pharaon, dont le mariage avec Salomon est mentionné dans I, Rois 3:1 : « Salomon s'allia par mariage avec Pharaon, roi d'Egypte. Il prit pour femme la fille de Pharaon. »
Le Talmud (Baba Batra 15b) rapporte une lecture de la racine « mlkt » indiquant qu'il ne faut pas comprendre reine (malkat) de Sheba (Saba), mais royaume [malkhuta] de Saba. Cette interprétation s’appuie sur une mention du mot Sheba dans le livre de Job (1:15) où celui-ci est attaqué par « ceux de Sheba ». Cette version évite d'envisager la rencontre de Salomon et de la reine de Saba comme celle d'un homme et d'une femme.
Le compte rendu le plus détaillé de la visite de la reine de Saba au roi Salomon est donné au VIIIe siècle dans le Targoum Sheni, un développement du Livre d'Esther. Ce récit, qui embellit le récit biblique avec une grande quantité d'informations apocryphes, contient un récit de la visite de la reine de Saba au Roi Salomon, qui voit le roi commander à une armée impressionnante d'animaux, d'oiseaux et d'esprits démoniaques comme à ses sujets.
Une huppe informe Salomon que le royaume de Saba est le seul royaume dont le peuple ne lui est pas sujet et que sa reine idolâtre le soleil. Il la renvoie alors à Kitor dans le pays de Saba. Dans la lettre qu'il a attachée à son aile, le roi ordonne à la reine de venir à lui en tant que sujet. En réponse, elle lui envoie tous les bateaux de la mer chargés de cadeaux et de 6 000 jeunes de taille égale, tous nés à la même heure et habillés de vêtements pourpres. Ils portent avec eux une lettre déclarant que la reine arrivera à Jérusalem dans trois années quand le voyage en prend normalement sept. Quand cette dernière arrive et se rend au palais de Salomon, elle confond le sol en miroir avec de l'eau. Elle soulève donc le bas de sa robe et découvre ses jambes. Salomon l'informe de son erreur et la réprimande sur ses jambes velues. La reine lui demande de résoudre trois énigmes, selon le Midrash, essentiellement pour éprouver sa sagesse,, avant de lui rendre hommage. La Jewish Encyclopedia caractérise ce récit comme un « midrash authentique et exubérant », avec un développement libre, d'un genre qui n'est pas inhabituel dans la littérature rabbinique.
Des éléments du récit du Targoum Sheni, comme le thème de la huppe et de la pilosité de la reine, se retrouvent dans le récit coranique de Salomon et de la reine dans la sourate 27 Les fourmis. Le monde musulman développe la légende avec des éléments propres comme l'ajout de la difformité de la reine avec un sabot d'âne velu à la place du pied et des énigmes spécifiques comme celles des perles,.
Dans sa compilation des Légendes des juifs qui recueille des écrits du IIe siècle avant notre ère jusqu'à l'époque médiévale, Louis Ginzberg mentionne, sans les sourcer, plusieurs légendes parlant de la reine de Saba.
Elle est assimilée à Lilith dans un commentaire sur le livre de Job (Ginzberg 2:3:23) : l'une des adversaires de Job était Lilith, la reine de Saba. Elle vivait très loin et a mis trois années à arriver chez Job avec son armée. Elle décime son bétail et ses hommes.
Dans l'une des légendes (Ginzberg 4:5:90), la reine de Saba est présentée comme une sorcière venue de loin pour admirer le temple de Salomon qu'il aurait lui-même construit avec l'aide des démons. Dans une autre (Ginzberg 3:6:107), elle demande à Salomon un antidote contre les serpents de Balaam : après sa mort, les os du devin Balaam se transforment en serpents redoutables. Les magiciens usent alors de ces serpents pour faire trois sortes d'ensorcellements. L'une des questions de la Reine de Saba à Salomon portait sur la manière de se prémunir contre ces ensorcellements et le roi Salomon lui en a révélé le secret.
La compilation de Ginzberg cite dans son intégralité la légende de la huppe (Ginzberg 4:5:50-82) racontée dans le Targoum Sheni, le développement apocryphe du livre d'Esther dont le thème sera repris dans la tradition musulmane.
C'est dans cette légende que se trouve le passage (Ginzberg 4:5:58) concernant les jambes poilues de la reine de Saba : grâce à un stratagème de Salomon qui la fait passer sur une surface réfléchissante qu'elle confond avec de l'eau, la reine relève sa robe et révèle qu'elle a les jambes poilues et Salomon lui dit : « Ta beauté est celle d'une femme, mais tes poils sont masculins. »
Ginzberg a également compilé les 22 questions légendaires qu'elle aurait posées à Salomon (Ginzberg 4.5.59-82). Ces énigmes portent sur l'enfantement, la filiation, l'identité religieuse ou sexuelle, la question de la divinité, du monde terrestre, du corps humain. Les quatre premières figurent dans le Midrash sur les Proverbes (Midrash Mishle), les quinze suivantes proviennent du Midrash ha-Ḥefez d'origine yéménite et d'une composition ancienne connue par un manuscrit de 1430 et les trois dernières du Targoum Sheni qui raconte la légende de la huppe.
À propos de Nabuchodonosor, une légende (Ginzberg 4.10.17) dit : « Ce roi de Babylone était un fils de Salomon et de la reine de Saba. » Ce passage vient de l'alphabet de Ben Sira qui affirme que de leur union serait né Nabuchodonosor II.
Dans le judaïsme alexandrin, dans le Troisième livre des oracles sibyllins, la Reine de Saba est considérée comme étant une sibylle, la Sabbé chaldéo-judaïque descendante de Noé dont le nom araméen est « sabha » ou « sabhta ».
Dans la kabbale, la reine de Saba est considérée comme la reine des démons et est parfois identifiée avec Lilith, une première fois dans le Targoum, puis plus tard dans le Zohar.
Certains des mythes juifs et arabes maintiennent que la reine était en fait une Djinn, mi-humaine, mi-démon,.
Les légendes ashkénazes dépeignent la reine de Saba comme une danseuse séductrice. Dans le folklore ashkénaze, sa figure se confond avec celle de Lilith. Pendant longtemps, elle fut décrite comme une infanticide ou une sorcière démoniaque.
Le Testament de Salomon, un texte faussement attribué à Salomon, dont la rédaction est estimée selon les chercheurs entre le Ier siècle et le IIIe siècle et dont l'auteur serait soit juif, soit chrétien, lui donne le nom d'Onoskélis et mentionne la reine de Saba comme étant une sorcière : « Et tous les rois de la terre sont venus (…) et parmi eux également la reine du sud qui est une sorcière. »
Les textes bibliques sur la reine de Saba et ses bateaux en provenance d'Ophir ont servi de base à la légende selon laquelle des israélites auraient voyagé avec sa cour, lorsqu'elle retourna dans son pays en portant l'enfant de Salomon. Selon la légende, les premiers juifs du Yémen y seraient arrivés au temps du roi Salomon, grâce à l'alliance politico-économique passée entre la reine de Saba et lui.

### Christianisme

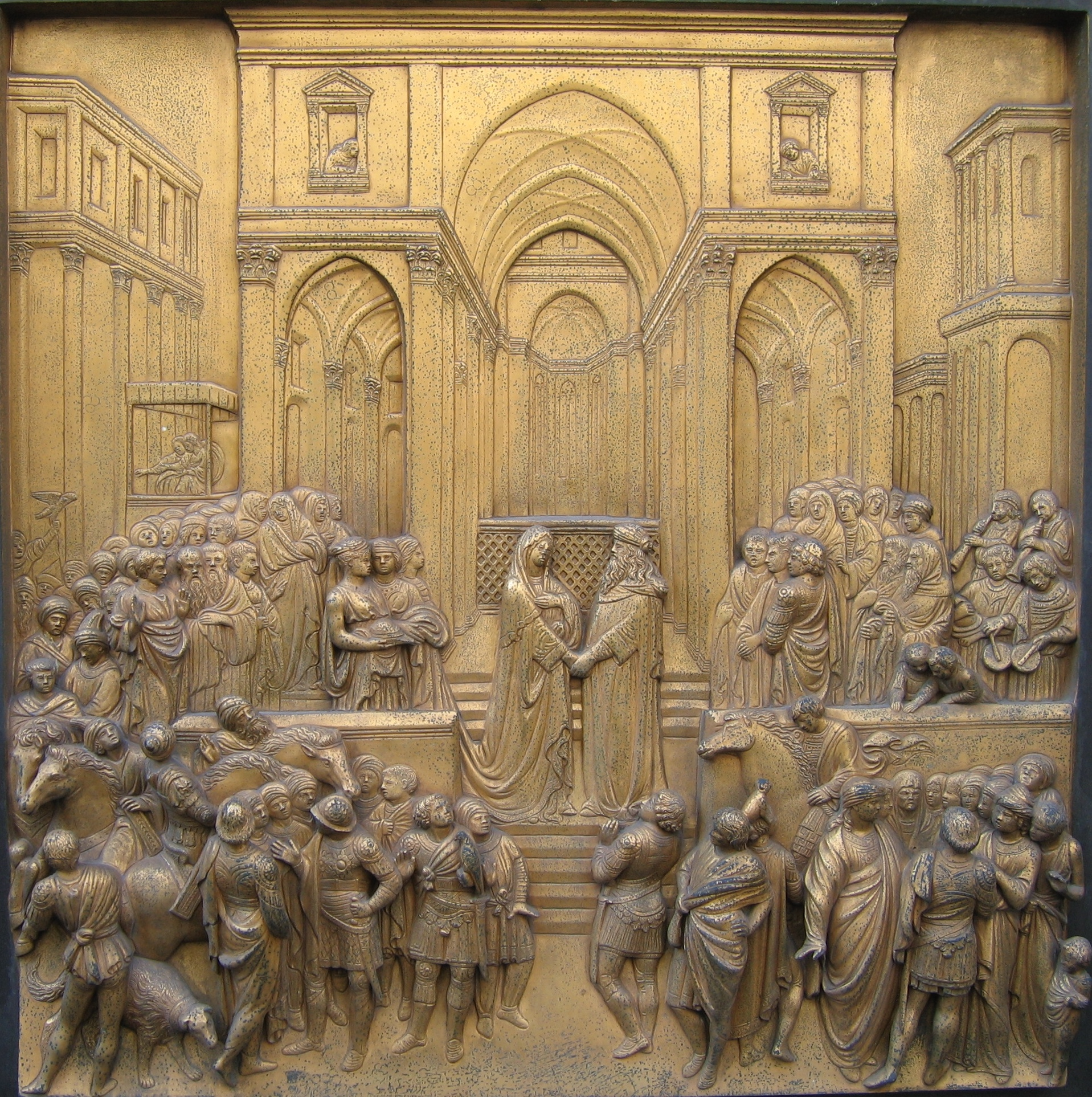
Rencontre entre le roi Salomon et la reine de Saba, scène des portes du Paradis de Lorenzo Ghiberti, XVe siècle.

Dans le christianisme, la reine de Saba est appelée « Reine du Midi ». Désireuse de connaître la sagesse de Salomon, elle figure les peuples païens dans l'attente du Messie.

#### L'épouse mystique
Au IIIe siècle, Origène interprète le Cantique des Cantiques comme un chant d'amour entre le Christ et l'Ecclésia (l'église chrétienne), ces deux figures se substituant à l'interprétation rabbinique d'une allégorie de l'amour entre Dieu et la communauté d'Israël. Il établit ensuite un parallèle symbolique entre la reine de Saba, la fiancée du Cantique des cantiques et l'Éthiopie du Psaume 68:31. Ces trois entités représentent le peuple païen qui s'unira à l'Église chrétienne par la conversion.
La noirceur de la fiancée et de la reine de Saba, venue du Sud, de l'Éthiopie, symbolise chez Origène la noirceur et l'opacité de l'âme (niger et tenebrosus) dans l'état de péché, et sa quête d'amour une recherche de la lumière spirituelle conférée par la conversion au christianisme qui la rendra blanche et pure (dealbata et candida).
Dans la Bible hébraïque, la narratrice du Cantique a la peau noire (1:5) : שחורה אני ונאוה (shehorah ani vena'vah), « Je suis noire et belle ». La traduction de la Bible en grec, la Septante, est fidèle à l'original : μέλαινα εἰμί καί καλή (melaina eimi kai kalê), « Je suis noire et belle ». La traduction latine de Jérôme de Stridon à la fin du IVe siècle pour la Vulgate indique : « Nigra sum, sed formosa » (« Je suis noire mais belle »), une traduction qui fera foi pendant des siècles avant un retour au sens littéral dans la deuxième moitié du XXe siècle.
Comme le montre André Chastel, la signification supérieure d'épouse mystique conférée par Origène à la Reine du Midi l'intègre dans l'ordre chrétien. La reine de Saba apparaît alors comme personnage royal dans l'art chrétien dans les « statues-colonnes » des portails, qui se retrouvent dans les grandes compositions des cathédrales. L'image hiératique devient la forme monumentale du symbole.
Au Moyen-Âge, la tradition couramment admise est de placer le royaume de Saba en Éthiopie et de faire de la reine une africaine. Dans les récits des bylines russes et scandinaves issus de la tradition byzantine, la femme de Salomon est soit la fille du Pharaon citée par la Bible, soit une Éthiopienne, c'est-à-dire une femme noire assimilée à la Reine du Midi.

#### Rois mages
Dans le monde chrétien, la reine de Saba est intégrée à un arbre généalogique royal qui fait remonter sa lignée à Noé et descendre jusqu'aux rois mages.
Cette chaîne légendaire s'est constituée progressivement.
Tertullien (IIe – IIIe siècle), premier écrivain chrétien de langue latine, donne d'abord aux mages d'Orient le rôle de rois : « Les rois d'Arabie et de Saba mettront à ses pieds leurs offrandes. L'Orient, en effet, fut presque toujours gouverné par des mages.».
Au VIe siècle, les Pères de l'Église confirment le statut de roi des Mages et le Psaume 72 est chanté à l'Epiphanie : 
« Les rois de Tarsis et des îles paieront des tributs, les rois de Séba et de Saba offriront des présents.».

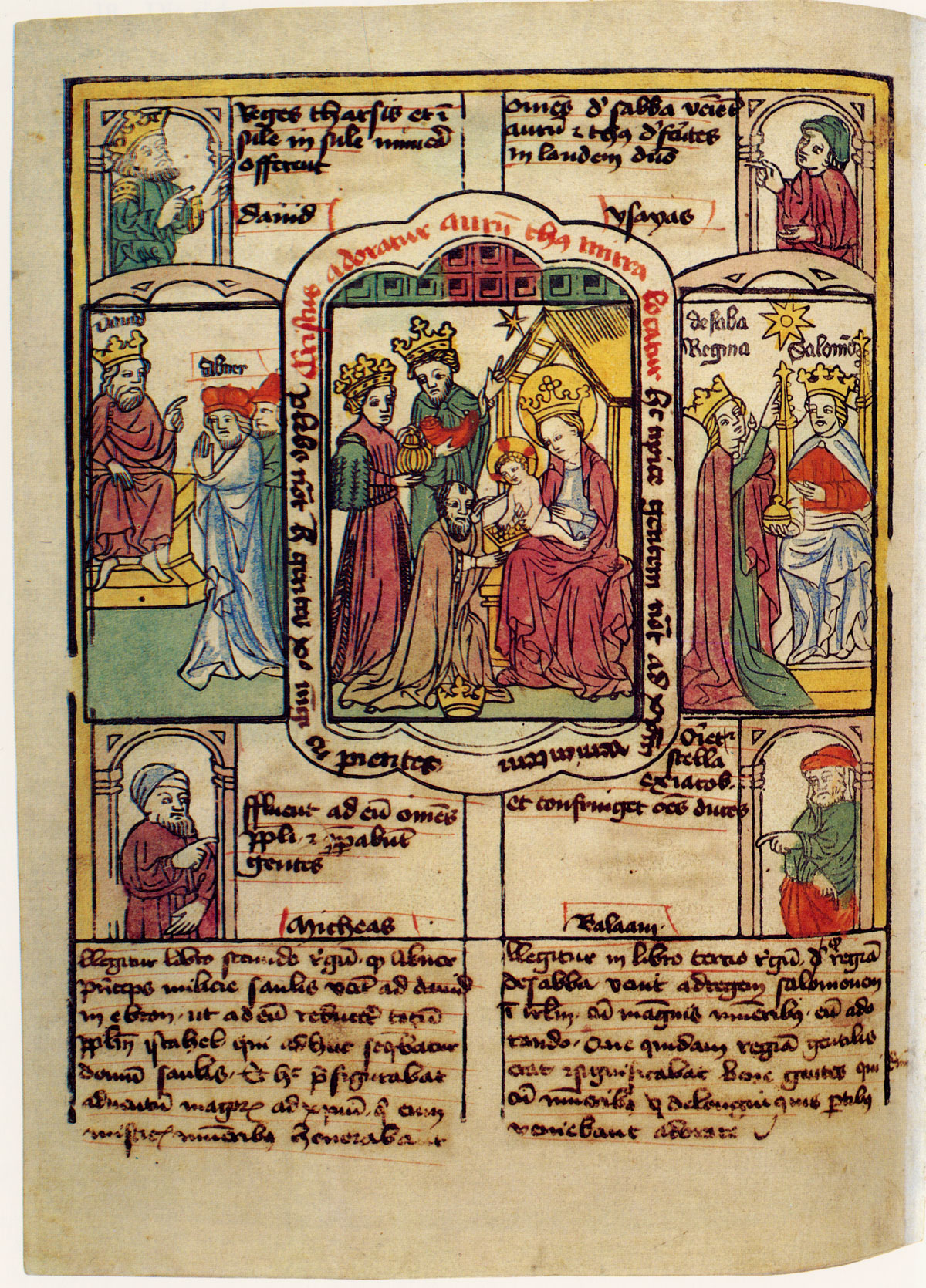
L'adoration des mages et la visite de la reine de Saba, Biblia pauperum, Allemagne, 1455/1458.

La légende du pseudo-Matthieu (VIe siècle) qui mentionne des pièces d'or données par la reine de Saba à Salomon, puis aux Mages, se répand au Moyen Âge.
Pour Bède le Vénérable au VIIIe siècle, les rois Mages sont les témoins des nations païennes et, à ce titre, les trois fils de Noé et représentent les 3 continents, l'Europe, l'Asie et l'Afrique. Un texte attribué à Bède le Vénérable, les Collectanea et Flores, dont les éléments prennent leur source dans l'ancien Excerpta latina barbari, fixe les noms et la typologie de Melchior, un vieillard à cheveux blancs et à la barbe longue, Gaspard, jeune encore imberbe et rouge de peau, et Balthazar, roi de Saba, au visage noir et portant toute sa barbe.
Du XIVe au XVIe siècle, les Biblia pauperum qui illustrent des passages des évangiles entourés de scènes de l'ancien testament, mettront alors systématiquement en parallèle des images de la visite de la reine de Saba et de l'adoration des mages.

#### Tradition copte
L'histoire de Salomon et de la reine est très populaire dans la tradition des Coptes, comme le montrent les fragments d'une légende copte conservée sur un papyrus à Berlin. La reine, ayant été soumise par duperie, donne un pilier à Salomon sur lequel tout le savoir terrestre est inscrit. Salomon envoie l'un de ses démons afin qu'il récupère le pilier d'Éthiopie[réf. nécessaire].
Émile Amélineau a traduit et publié un conte égyptien chrétien sans donner d'indication sur sa provenance ni son âge. Dans ce conte intitulé « Comment le royaume de David passa aux mains du Roi d'Abyssinie », la reine de Saba a un pied de chèvre qu'elle essaie de dissimuler au roi Salomon qui lui fait subir différentes épreuves dont celle du bois de la Croix. Le bois miraculeux de l'arbre d'Éden qui deviendra la croix du Christ guérit la reine de son infirmité.

#### La reine Sibylle
De l'Orient byzantin viendra l'histoire de la reine Sibylle. Dans une chronique byzantine du IXe siècle, Georgios Monachos appelle Sibylla l'ancêtre des rois mages qui descendent de Noé. Il établit ainsi un lien entre le monde juif et le monde païen et fait pour la première fois de la reine d’Éthiopie de la Bible une Sibylle. La reine de Saba est ici identifiée avec Sambethe ou Sabbe, la Sibylle babylonienne ou égyptienne mentionnée dans les oracles sibyllins souvent cités par les Pères de l’Église. Un prologue du VIe siècle à ces textes mentionne que Sambethe appartient en effet à la famille de Noé.
Appelée Sibylla chez les Grecs, la reine de Saba deviendra « Regina Sibilla » en Occident. Au XIIIe siècle, dans les Itinéraires de Jérusalem, l'auteur mentionne qu'une reine « qui Sibile était appelée » passe devant le temple de Salomon.
Lorsque la Sibylle de la tradition byzantine arrive en Occident, elle se mêle à la légende déjà présente au XIIe siècle du bois de la croix, héritée des légendes coptes. Dans la Légende dorée, la reine Sibylle arrivant à Jérusalem doit franchir le Cédron. Elle reconnaît dans le pont une poutre de la croix et préfère sombrer dans l'eau.
Là où la légende de la huppe dans le Targoum fait apparaître les jambes velues de la reine de Saba, les versions arabes y verront un pied d'âne, symbole de la nature mi-humaine, mi-démoniaque de l'idolâtre Bilqis. Le Moyen Âge chrétien retient ce dernier élément. Une interpolation (note) dans un manuscrit du XIIe siècle de l’Image du Monde d’Honorius d’Autun conservé dans le monastère bavarois de Windberg transforme cet attribut de la reine de Saba en pied d'oie : habens pedes anserinos, « elle a un pied d'oie ».
Certains auteurs estiment qu'il s'agit d'une fantaisie du commentateur, d'autres que le mot « âne » en ancien français peut se confondre avec une « ane », le mot désignant une cane, et donc une femme-oie. D'autres spécialistes estiment que l'aspect hybride de la femme-oiseau se rattache à un fond de légendes populaires de fées-cygnes en occident ou de variantes antiques du mythe de Leda comme la transformation d'Hélène, fille de Nemesis et Zeus chez Apollodore. Le pied d'oie est aussi rattaché à des cultes thérapeutiques comme celui de la grotte de Salomon à Jérusalem et sa victoire sur Onokolis ou des bains de la reine à Toulouse.
L'imaginaire chrétien s'est approprié ces thèmes et les a fusionnés dans des légendes et des représentations. L'origine de la légende des pattes d'oie pour la Sibylle reine de Saba reste obscure. Le pied d’oie apparaît dans l'imagerie. Ainsi, un traité de peinture du XVe siècle du cloître de Sainte-Catherine de Nuremberg précise : « Peins la Sibylle qui s’est retroussée comme pour marcher dans l’eau et comme si elle refusait de passer le pont, et fais-lui aussi un pied d’oie ».

#### La reine Pédauque
Les sculptures de quatre portails d'églises du XIIe siècle et XIIIe siècle aujourd'hui détruites, le prieuré de Saint-Pourçain, l’abbaye de Saint-Bénigne de Dijon, Saint-Pierre de Nevers et Sainte-Marie de Nesle-la-Reposte près de Troyes, sont identifiées par le père Jean Mabillon en 1703 comme ayant un trait commun. Il relève sur chacune d'elles le même détail iconographique particulier : ces quatre statues de femmes couronnées présentent toutes un pied palmé qui dépasse de leur robe. Mabillon identifie ces représentations comme étant des portraits de la reine mérovingienne Clotilde, une hypothèse contestée en 1729 par Montfaucon qui n'y voit qu'une fable ou histoire monstrueuse comme on en trouve chez Grégoire de Tours, dans les Gesta Francorum ou les Gesta Dagoberti Regis.
En 1751, l'abbé Lebeuf, dans son mémoire sur la reine Pédauque à l'Académie royale, conteste ces interprétations de Mabillon et Montfaucon et propose une tout autre hypothèse : « La reine Austris des Toulousains, connue sous le nom de reine Pédauque, est la reine de Saba des livres Saints. On sait que J. C. lui-même la nomme dans l'évangile Regina Austri. On sait encore qu'elle a été regardée par les Pères de l'église et par les anciens commentateurs de l'écriture comme une figure de l'Église, dont J. C. est le Salomon. De là vient la coutume de la représenter aux portiques de nos Temples avec Salomon, David et Bethsabée. »
Lebeuf explique que les portiques des églises étaient les lieux où se prononçaient les jugements ecclésiastiques et qu'on y trouvait pour cela des statues de personnages qui représentaient la loi et le jugement comme Moïse et Salomon pour l'ancienne loi, la reine de Saba représentant la nouvelle loi, car l'évangile en dit qu'elle est assise pour juger : Regina Austri sedet in judicio. Pour la particularité du pied d'oie, l'Abbé Lebeuf la fait remonter à la tradition juive du paraphraste chaldéen (le Targoum Sheni) qui montre une reine de Saba dupée par Salomon qui la fait venir dans un palais de cristal qui lui apparaîtra comme une étendue d'eau et lui fera relever sa robe et découvrir ses pieds velus. Pour Lebeuf, la transposition dans la sculpture chrétienne du pied velu en patte d'oie montrerait une volonté des sculpteurs médiévaux de donner à la reine de Saba un emblème lié au bain et à l'eau, dont l'aspect animal (le pied palmé) permettrait de la distinguer dans l'iconographie d'un autre personnage lié au bain, celui de Bethsabée.
En 1923, dans Le livre de mon ami, Anatole France mentionne que les reines pédauques jadis sculptées sur les portails de Saint-Pourçain-sur-Sioule, de Saint-Bénigne de Dijon, de Saint-Pierre de Nevers ou de Sainte-Marie en Nesles ont parfois été identifiées à la reine de Saba, qui, étant idolâtre, avait le pied fourchu.

#### La Légende de la Vraie Croix

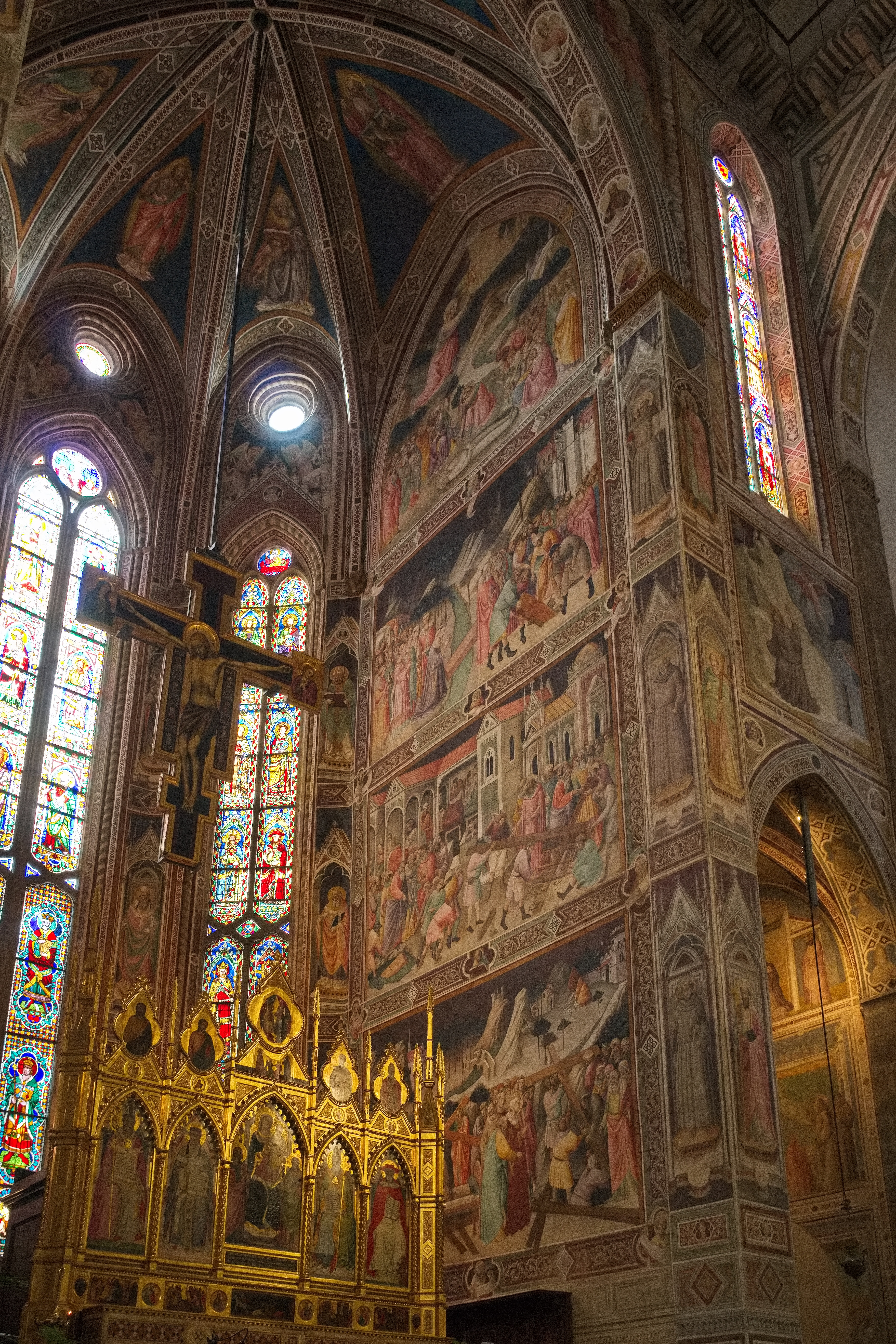
La Légende de la Vraie Croix, Agnolo Gaddi, 1385-1387, Santa Croce, Florence.

En Europe, la légende du Bois de la Croix, inspirée d'œuvres apocryphes des premiers siècles du christianisme, apparaît à la fin du XIIe siècle en France dans les écrits de Pierre Comestor et Jean Beleth.
La Légende dorée, un ouvrage rédigé en latin entre 1261 et 1266 par Jacques de Voragine, dominicain et archevêque de Gênes, raconte la vie des saints, saintes et martyrs chrétiens, et certains événements de la vie du Christ et de la Vierge Marie. On y trouve la « Légende de la Vraie Croix » selon laquelle la Croix du Christ aurait été taillée dans le bois de l'arbre qui avait poussé sur la tombe d'Adam.
L'archange Michel aurait donné à Seth, le fils d'Adam, une graine de l'Arbre de vie du paradis terrestre afin de permettre le rachat du péché originel introduit dans le monde par le premier homme par Jésus et par sa crucifixion.
L'arbre aurait poussé sur sa tombe après avoir été semé par Seth dans la bouche d'Adam après sa mort. Cet arbre sera plus tard abattu sur ordre du roi Salomon pour servir de bois d'œuvre à la construction du temple. Comme le bois ne se comporte pas comme attendu, il est affecté au pont de Siloé (Silwan).
La reine de Saba, rendant visite à Salomon, s'agenouille devant cette poutre de bois, avec la prémonition qu'elle servira à fabriquer la croix de la crucifixion du Christ et déclare ensuite à Salomon qu'à ce bois sera un jour attaché l'homme dont la mort mettrait fin au royaume des Juifs. Touché par cette prémonition, Salomon ordonne alors aux ouvriers de retirer le bois sacré du pont sur le Siloé et de l'enfouir profondément sous terre.
À la fin du XIVe siècle, Agnolo Gaddi représente ces deux scènes sur une fresque dans l'église Santa Croce de Florence.
Les Romains trouvent plus tard la poutre flottant dans la piscine probatique et l'utilisent pour fabriquer les trois croix sur lesquelles Jésus et les deux larrons seront crucifiés. Après la mort du Christ, les trois croix sont jetées dans un fossé, près des remparts de Jérusalem à quelques mètres du Golgotha.

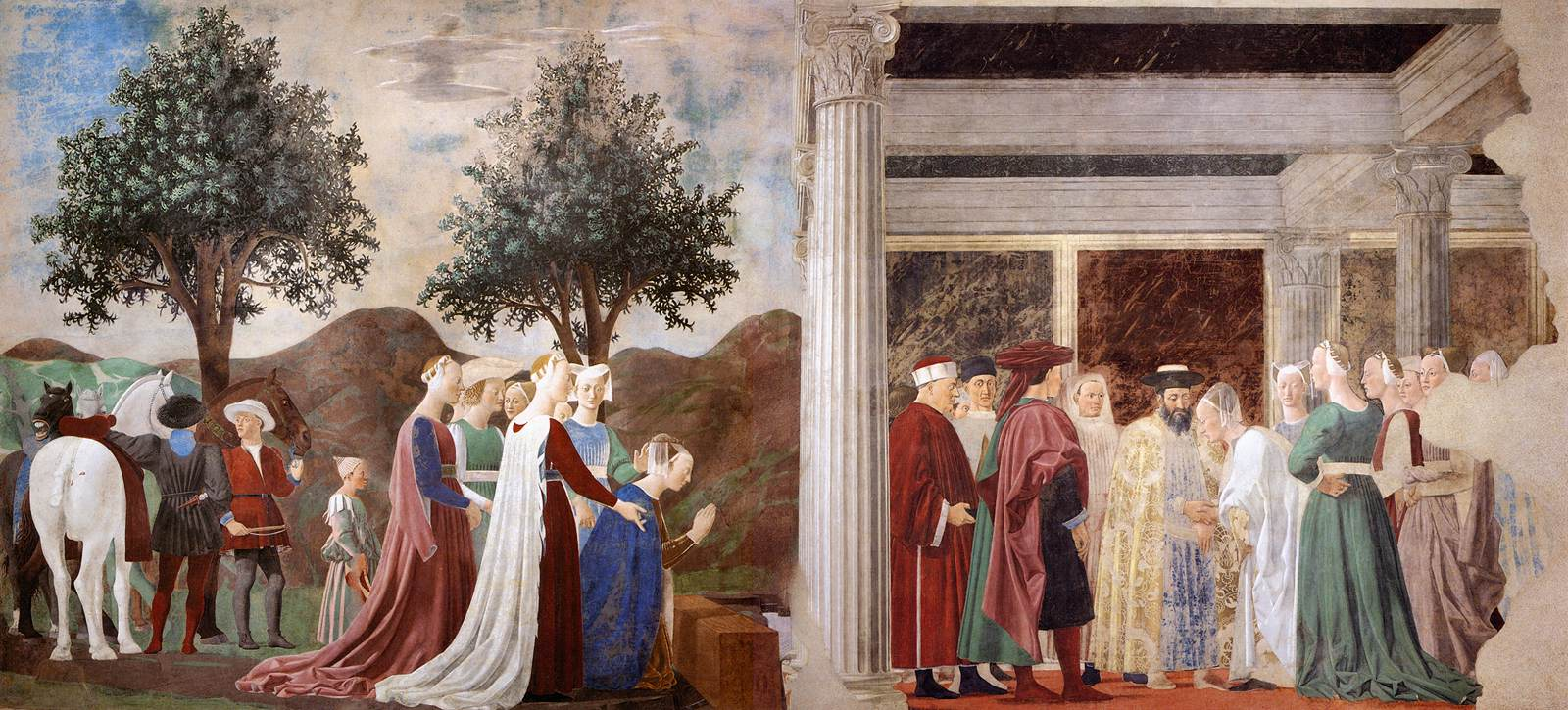
Piero della Francesca. L'adoration du Bois sacré et la rencontre de la reine de Saba et du roi Salomon.

Au IVe siècle, la veille d'une bataille contre son rival Maxence, Constantin a une vision : s'il mène bataille sous la protection de la croix des chrétiens, il sera victorieux. Il se convertit ensuite au christianisme. Après sa victoire, sa mère, Hélène, fait le voyage à Jérusalem pour récupérer le bois miraculeux de la Vraie Croix.
La Légende de la Vraie Croix, un cycle de fresques de la basilique San Francesco d'Arezzo du xve siècle, essentiellement peintes par Piero della Francesca, illustre ces passages de La Légende dorée de Jacques de Voragine. Il dépeint notamment l'adoration du Bois de la Croix par la reine de Saba et sa rencontre avec le roi Salomon.

### Islam
La reine de Saba est citée dans la sourate 27 dite « sourate de la fourmi » (An-Naml, v. 20-44, lire en ligne). Le récit diffère fortement du récit biblique. Ainsi, dans le texte biblique, la visite de la Reine à Salomon est de son initiative, tandis que dans le Coran, elle vient à l'invitation de Salomon. De nombreuses autres différences existent entre les deux récits. Le récit coranique est construit autour de la conversion de la reine.

#### Récit coranique

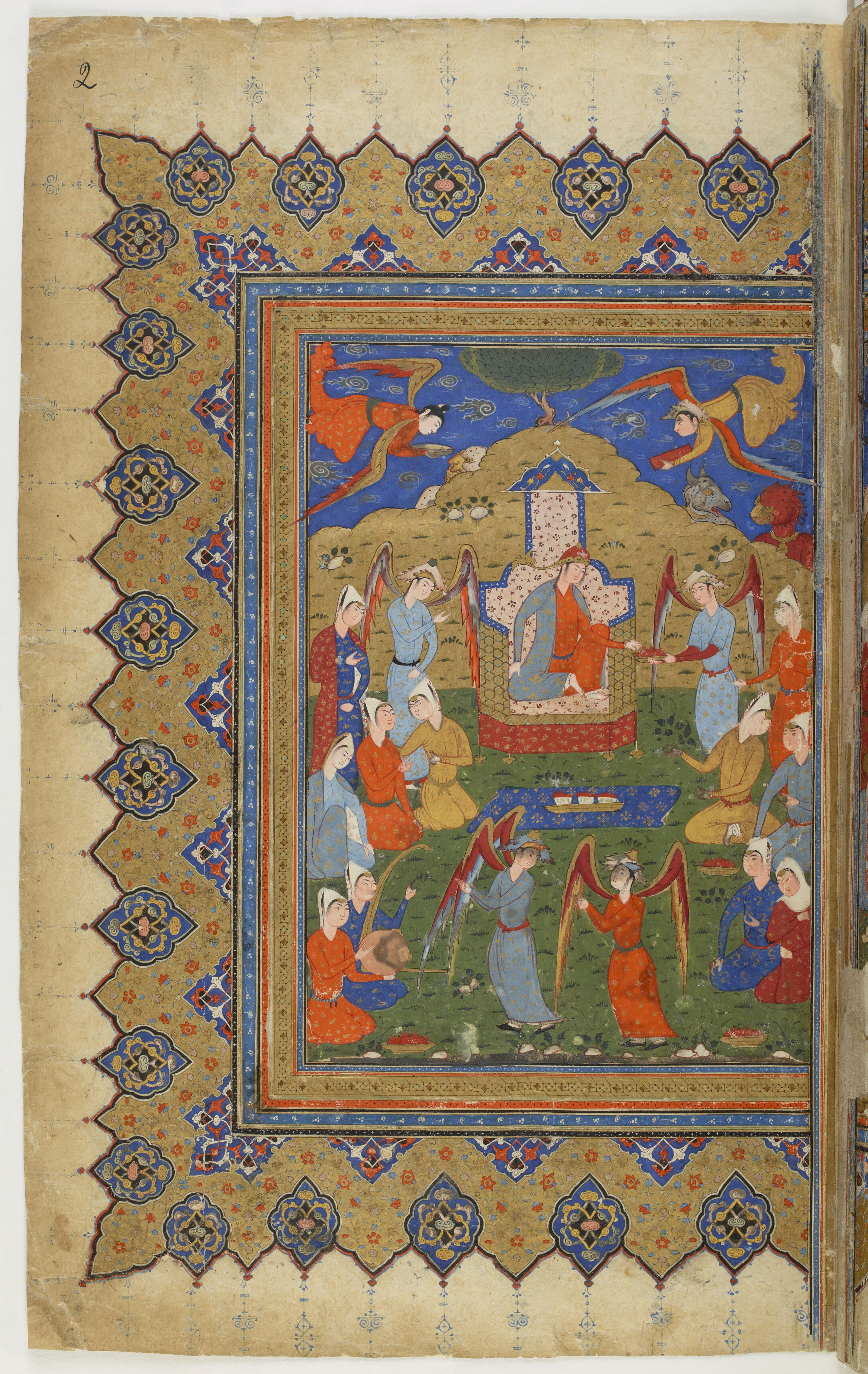
Balqîs, la reine de Saba, miniature persane, XVIIe siècle.

Le récit du Coran commence avec Salomon le sage qui avait remarqué l’absence de la Huppe et demanda où elle était. Cette dernière revint avec une nouvelle et informa Salomon qu’elle avait trouvé un peuple dont la reine se prosterne devant le soleil au lieu du Dieu. Salomon envoie un récit à la reine en l’invitant à lui rendre visite. À son tour, la reine informa son peuple et lui demanda son avis. Le peuple répondit qu’il faisait confiance à la reine. Cette dernière enverrait des cadeaux à Salomon. Ce sage n’ayant pas besoin de ses cadeaux insista sur le fait qu’elle vienne chez lui, tout en demandant à des génies d’apporter le trône de la reine. Un éfrit (un djinn « redoutable », tel qu'il est nommé dans le Coran) informe Salomon qu’il est capable de le faire avant qu'il ne se lève de sa place ; un deuxième dit qu’il en est capable avant que Salomon ne cligne des yeux. En parallèle, Salomon avait ordonné la construction d'un palais en cristal pour pouvoir y accueillir la reine. Il demanda également que le dessous du sol du palais soit recouvert d'eau et d'une faune aquatique. Quand la reine arriva, Salomon demanda si c’était bien son trône. La reine répondit qu’il lui ressemblait. À ce moment, Salomon invita la reine à entrer au palais ; en entrant, la reine crut que c’était un cours d'eau profonde et souleva ses vêtements, tant le sol du palais était parfaitement transparent. À la fin du récit, la reine de Saba se convertit et crut en Dieu, en partir grâce aux miracles du trône et du sol en cristal.

#### Commentaires extra-coraniques
En outre, le récit coranique contient une dimension énigmatique absente du texte biblique. Cet aspect a permis aux commentateurs musulmans de combler les silences des récits de la tradition rabbinique[réf. nécessaire]. Certains éléments de la légende islamique trouvent ainsi des parallèles dans la littérature juive[réf. nécessaire]. Tabari, Zamakhshari, Baydawi complètent ainsi l'histoire sur de nombreux points ; ainsi nomment-ils la reine Bilkis, nom probablement dérivé du grec παλλακίς ou de la forme hébraïsée pilegesh, « concubine ».
Al-Zamakhshari, notamment, fournit un nouveau commentaire au XIe siècle : la reine de Saba serait la fille d'une ginniyya, un démon femelle. Les démons subjugués par Salomon, ses djinns, veulent alors le dissuader de l'épouser par crainte qu'elle n'en eût un fils plus puissant qu'eux. Ils suggèrent donc à Salomon que cette reine cache une difformité due à son origine démoniaque, une jambe velue et un pied comme un sabot d'âne.
Pour obliger Bilqis à révéler cette difformité, le roi la fait passer sur un plancher de cristal au-dessus d'une rivière. Pour traverser, elle soulève sa robe et révèle sa disgrâce. Salomon guérit alors la reine avec une pâte épilatoire, la nura.
Selon certaines traditions, Salomon épouse la reine, quand d'autres la lui font donner en mariage à un seigneur de Hamdan.

### Éthiopie
Le Kebra Nagast, récit du XIVe siècle de légitimation de la dynastie régnante en Éthiopie, propose une version étendue du mythe. Ménélik Ier, ancêtre revendiqué de la dynastie régnante en Éthiopie à partir du XIIIe siècle, dite salomonide, serait le fils de Salomon et de Makeda, reine de Saba.
Selon ce récit, le roi Salomon, pour acheter les matériaux nécessaires à la construction de son temple, rencontre des marchands du monde entier, parmi lesquels Tamrin, grand marchand de la reine Makeda d'Éthiopie. En retournant dans son pays, Tamrin décrit à la reine les choses merveilleuses qu'il a vues à Jérusalem, ainsi que la sagesse et la générosité de Salomon. Elle décide donc de le rencontrer. Elle est chaleureusement accueillie et participe à un grand banquet donné en son honneur dans le palais de Salomon.
Makeda y passe la nuit, Salomon jurant qu'il ne tenterait rien contre elle, après qu'elle-même a juré qu'elle ne lui volerait rien. Le repas ayant été particulièrement épicé, Makeda se réveille en pleine nuit, assoiffée. Lorsqu'elle s'empare d'une carafe d'eau, Salomon apparait, lui rappelant son serment. Ce à quoi elle répond : « Ignore ton serment. Laisse-moi simplement boire de l’eau. » Cette même nuit, Salomon fait un rêve où il voit le soleil se lever sur Israël. Méprisé par les Juifs, le soleil se déplace vers l'Éthiopie où il rayonne. Salomon donne alors à Makeda un anneau qu'elle accepte comme preuve de sa foi. En rentrant dans son pays, elle donne naissance à un fils qu'elle nomme Baina-lekhem (bin al-ḥakīm, « fils de la sagesse »), plus tard appelé Menelik.
Après avoir grandi en Éthiopie, le garçon, arborant l'anneau de Salomon, part pour Jérusalem où il est reçu avec honneur. Le roi et son peuple tentent en vain de le convaincre de rester. Salomon rassemble alors ses conseillers et annonce qu'il enverra son fils aîné en Éthiopie. Il ajoute qu'il attend un troisième fils qui épousera la fille du roi de Rome afin que le monde entier soit gouverné par les descendants de David. Baina-lekhem est alors oint par le grand prêtre Zadok et prend le nom de David. Des nobles de Jérusalem le suivent alors en Éthiopie et aujourd'hui encore, certaines des grandes familles éthiopiennes revendiquent son ascendance.
Avant le départ, Azarya, le fils du grand prêtre, vole l'arche d'alliance que Menelik emporte en Éthiopie. Lorsque Salomon l'apprend, il donne l'ordre aux prêtres de garder le silence sur ce vol et de placer une copie de l'arche à l'intérieur du temple.
Certaines traditions donnent la reine Makeda comme appartenant à la dynastie originellement fondée par Angabo (en) en 1370 av. J.-C. Le lien de parenté de Makeda à Angabo varie selon les traditions. Dans une version, elle est la fille du roi Za Sebado et épouse Angabo après qu'il l'a sauvée avant qu'elle soit sacrifiée au serpent Arwe. Dans une autre tradition, Angabo est le père de Makeda, qui accède au trône après lui.
Angabo est parfois considéré comme le fondateur d'une nouvelle dynastie et Makeda l'une de ses descendantes. Selon cette tradition, un roi nommé Zagdur or Gedur lui succède,. Le roi Sebado lui succède, et enfin le roi Kawnasya, le père de Makeda. Une autre tradition indique que le frère de Makeda, le prince Nourad, devait régner sur le royaume mais que sa mort prématurée a placé sa sœur sur le trône. Elle aurait ainsi gouverné le royaume une cinquantaine d'années.
Bien que les histoires d'Abyssinie apportent de nombreux détails, elles omettent les anecdotes qui reflètent l'animosité de certains théologiens envers la reine (l'histoire des jambes velues par exemple).

### Légendes maçonniques
La reine de Saba est mentionnée brièvement dans deux rituels maçonniques :
- le rituel dit « d'installation du vénérable » pratiqué particulièrement dans les rites d'origine anglaise : Rite émulation et Rite d'York. Selon la légende particulière de ce rituel, c'est en sa présence que Salomon aurait fait le geste devenu par la suite l'un des signes de reconnaissance communiqués à cette occasion ;
- le rituel du degré de Most Excellent Master des juridictions américaines.

Certains éléments du chapitre intitulé « Histoire de la reine du matin et de Soliman prince des génies » du Voyage en Orient de Gérard de Nerval ont été ensuite introduits dans les rituels maçonniques du Suprême Conseil de France puis de la Grande Loge de France de 1877 à 1962. Le personnage de la reine de Saba lui-même ne faisait pas partie de cet emprunt.

## Découvertes archéologiques

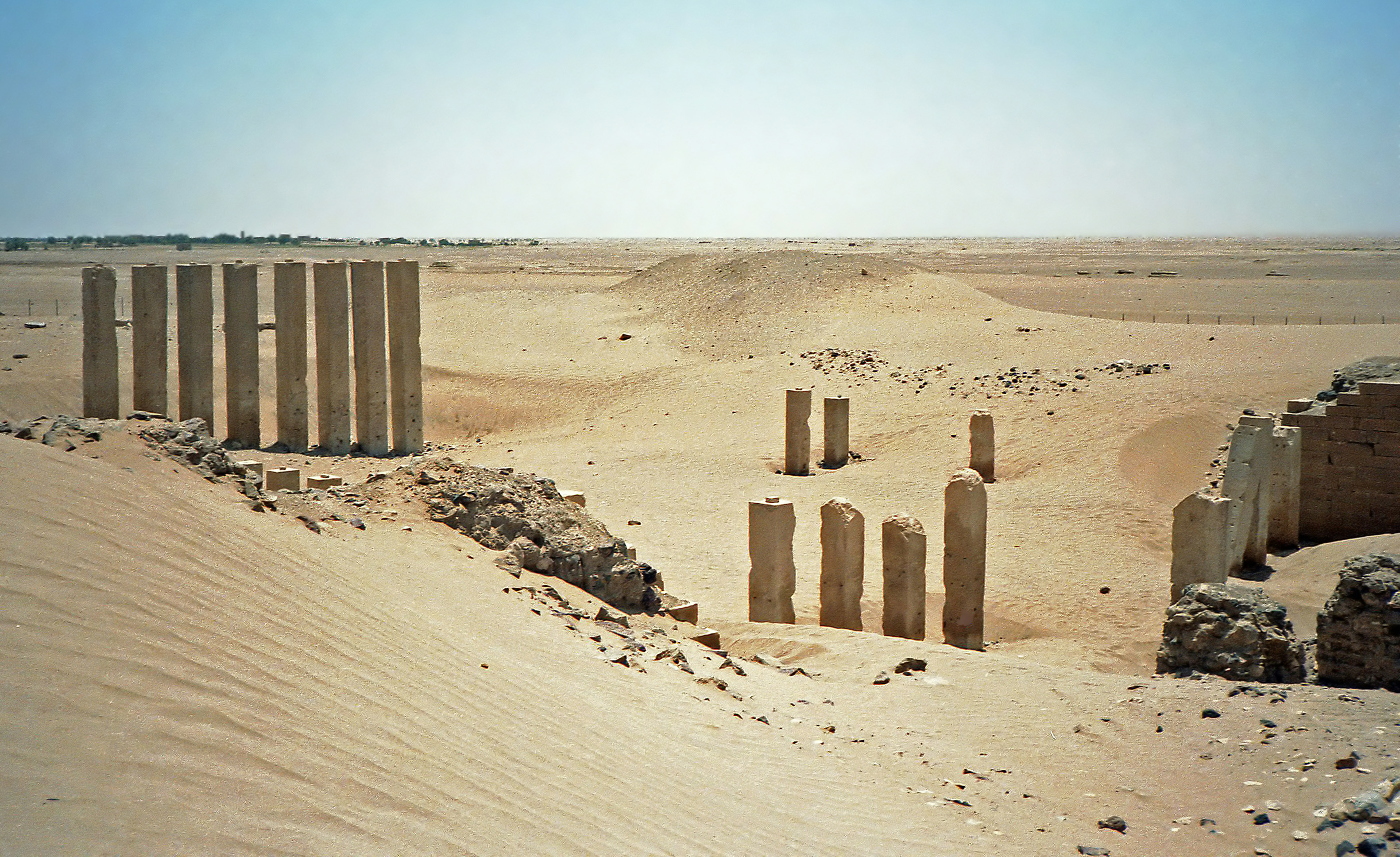
Temple de Mahram Bilqis en 1986.

Lors de fouilles, en 1951, dans le désert au nord du Yémen, le temple vieux de 3 000 ans, nommé Mahram Bilqis (Temple d'Awām, temple de Bilqis, reine de Saba), a été découvert par l'équipe de l'archéologue Wendell Phillips (archéologue) (en). Selon les archéologues, il s'agit d'un site sacré utilisé par les pèlerins entre -1200 et 550. Le temple est situé près de l'ancienne ville de Marib, capitale du Royaume de Saba selon la Bible et la tradition musulmane, et pourrait constituer une preuve de l'existence de la reine de Saba.
Le 7 mai 2008, des archéologues de l'Université de Hambourg ont rapporté avoir découvert le palais de la reine de Saba en Éthiopie. Les vestiges retrouvés se situent en dessous du palais d'un roi chrétien. Il semblerait qu'une première version du palais ait été remplacée par un bâtiment orienté vers l'étoile de Sirius, dont la reine de Saba et son fils Ménélik étaient devenus adorateurs selon la Bible.

### Peinture

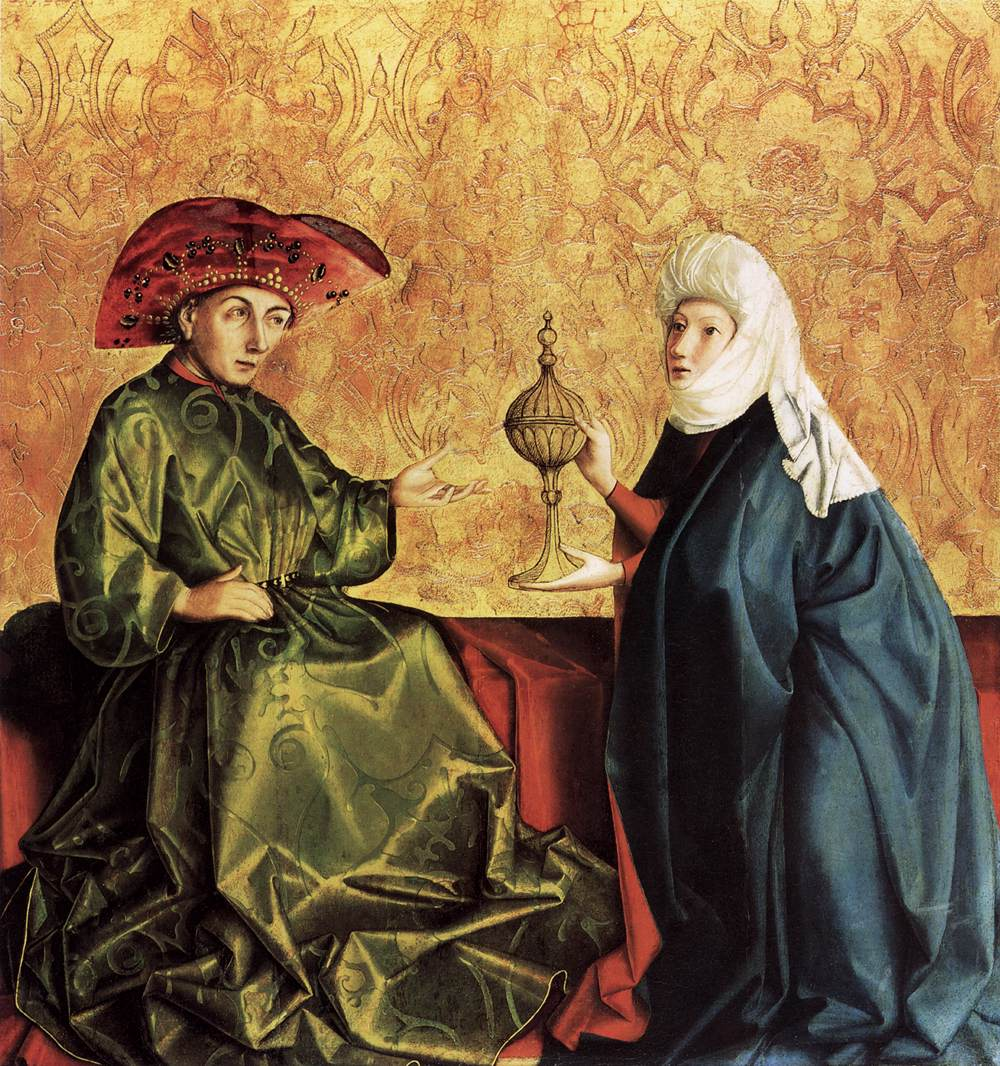
La Reine de Saba devant Salomon, Konrad Witz, 1438.
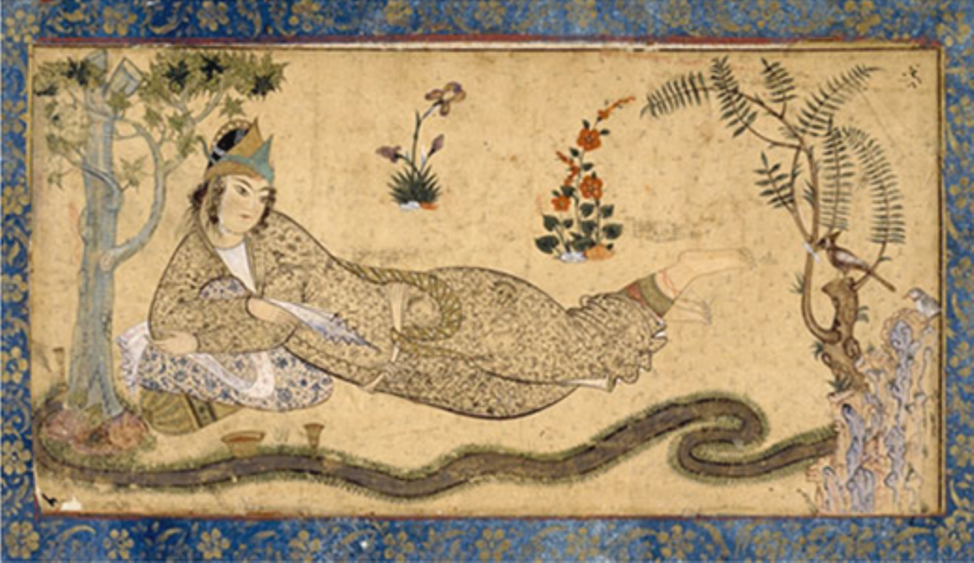
Safavid (1590), Balqis Reine de Saba face à la huppe, Iran.
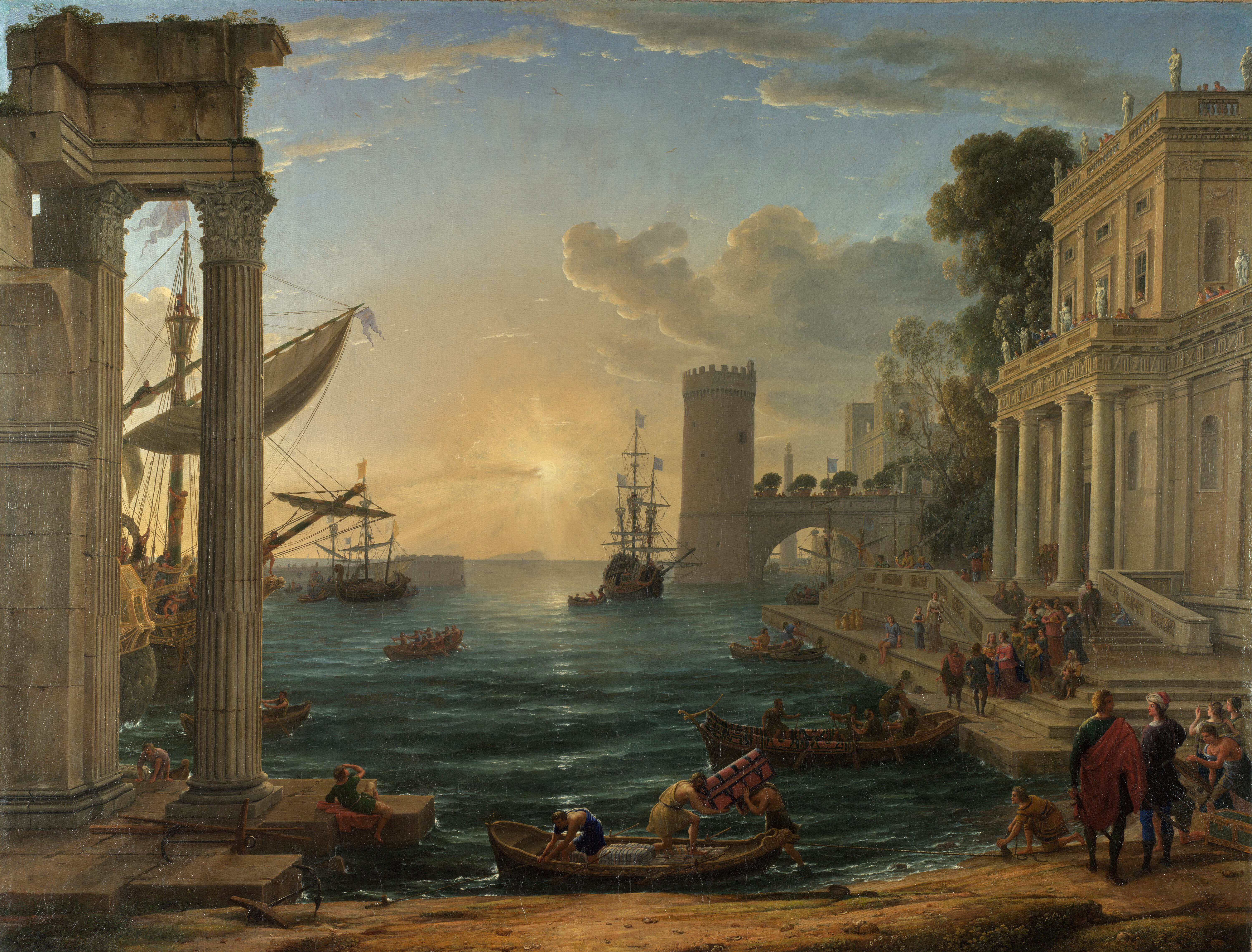
L'Embarquement de la reine de Saba, par Claude Lorrain.
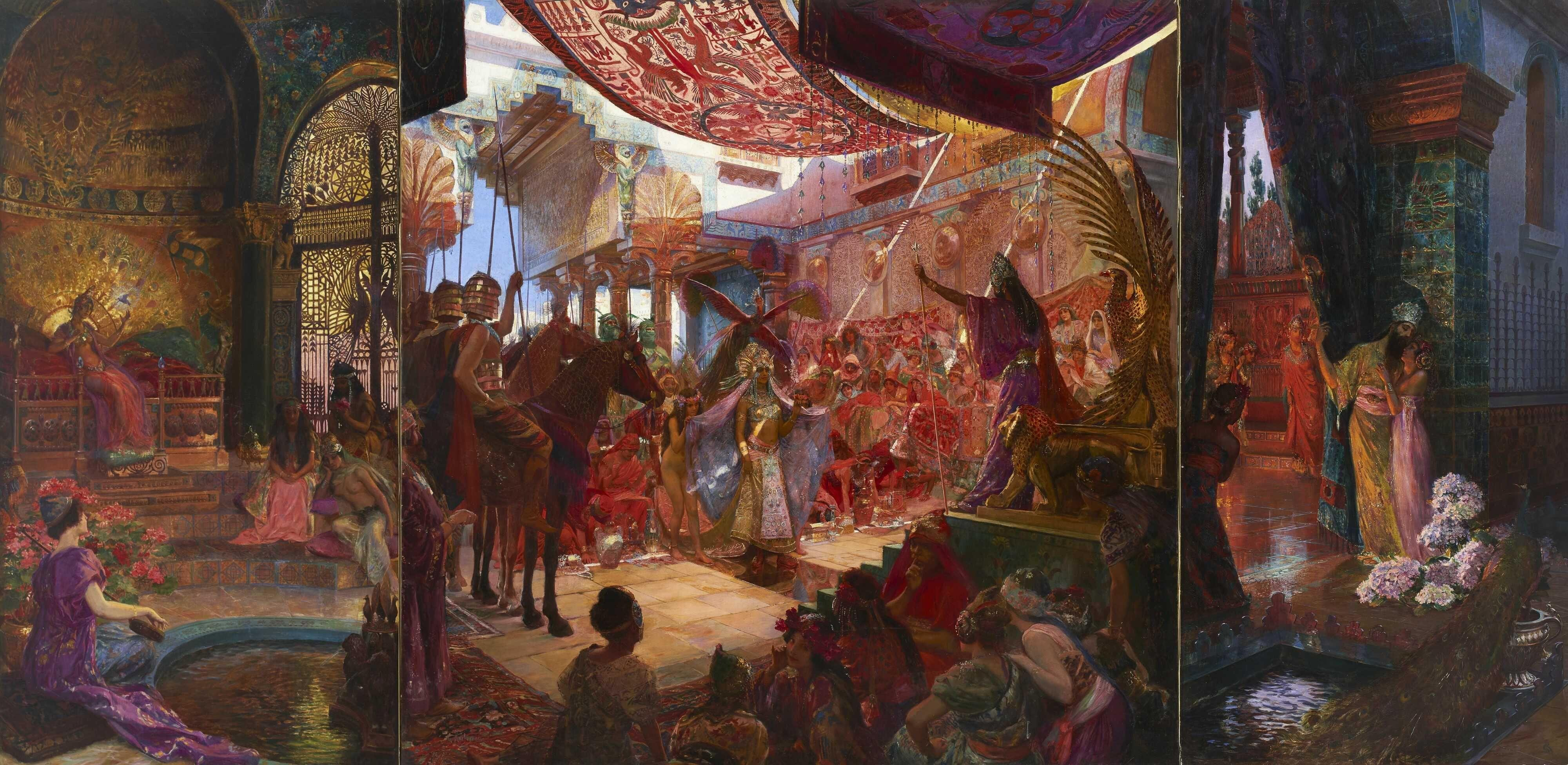
La légende merveilleuse de la reine de Saba et du roi Salomon, huile sur toile de Georges-Antoine Rochegrosse, vers 1901.

### Sculpture

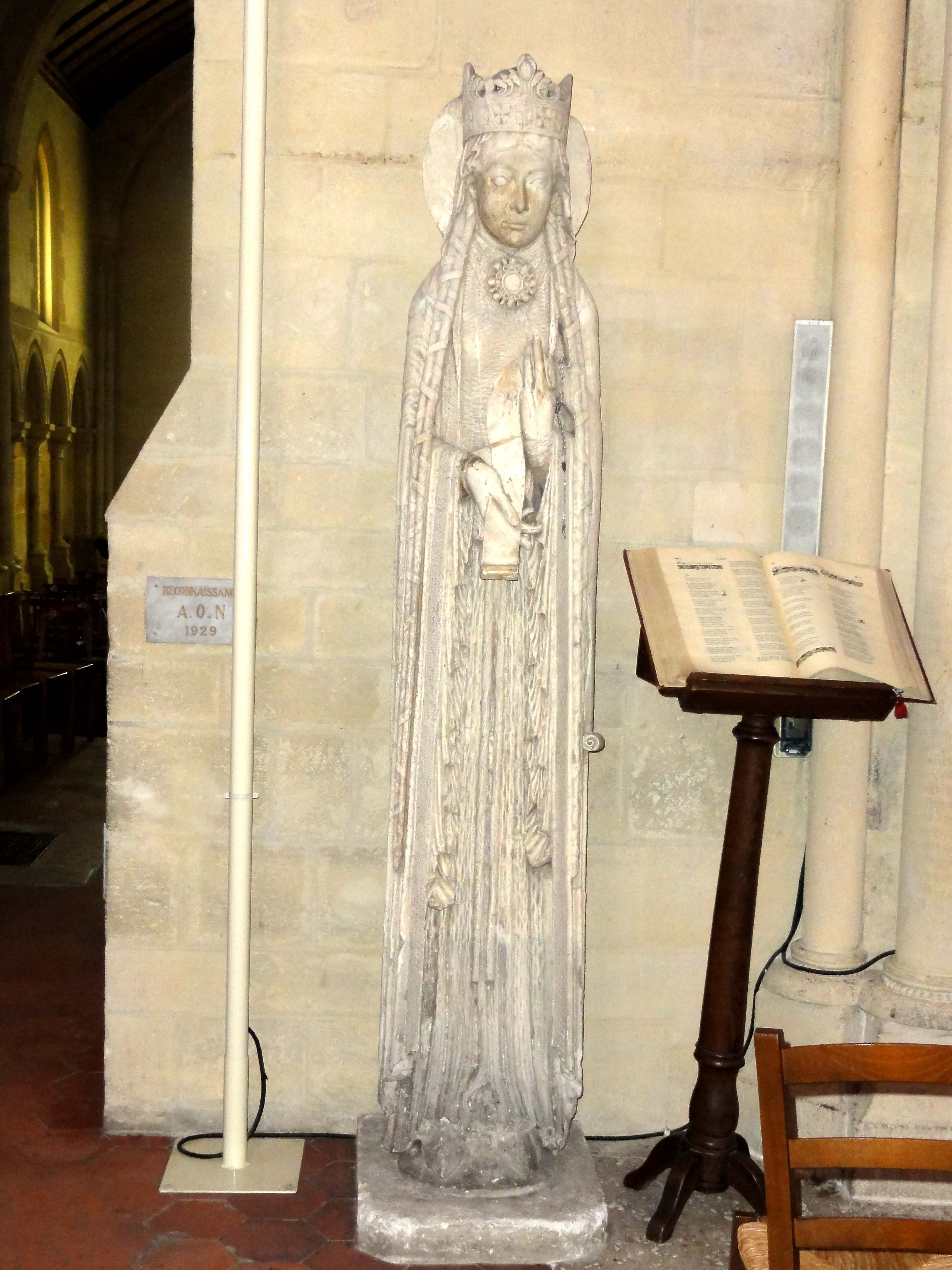
Moulage plâtre de la reine de Saba de Corbeil.

#### Opéra

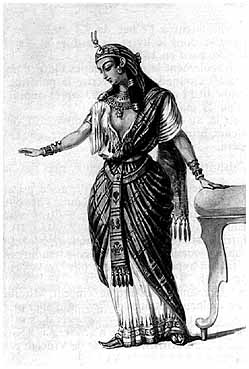
Projet de costume pour La Reine de Saba de Charles Gounod.